# Hendrik van Diependaele
Hendrik van Diependaele (midden 15e eeuw – Leuven, 3 december 1509) was een glazenier en glasschilder in het hertogdom Brabant.

## Levensloop

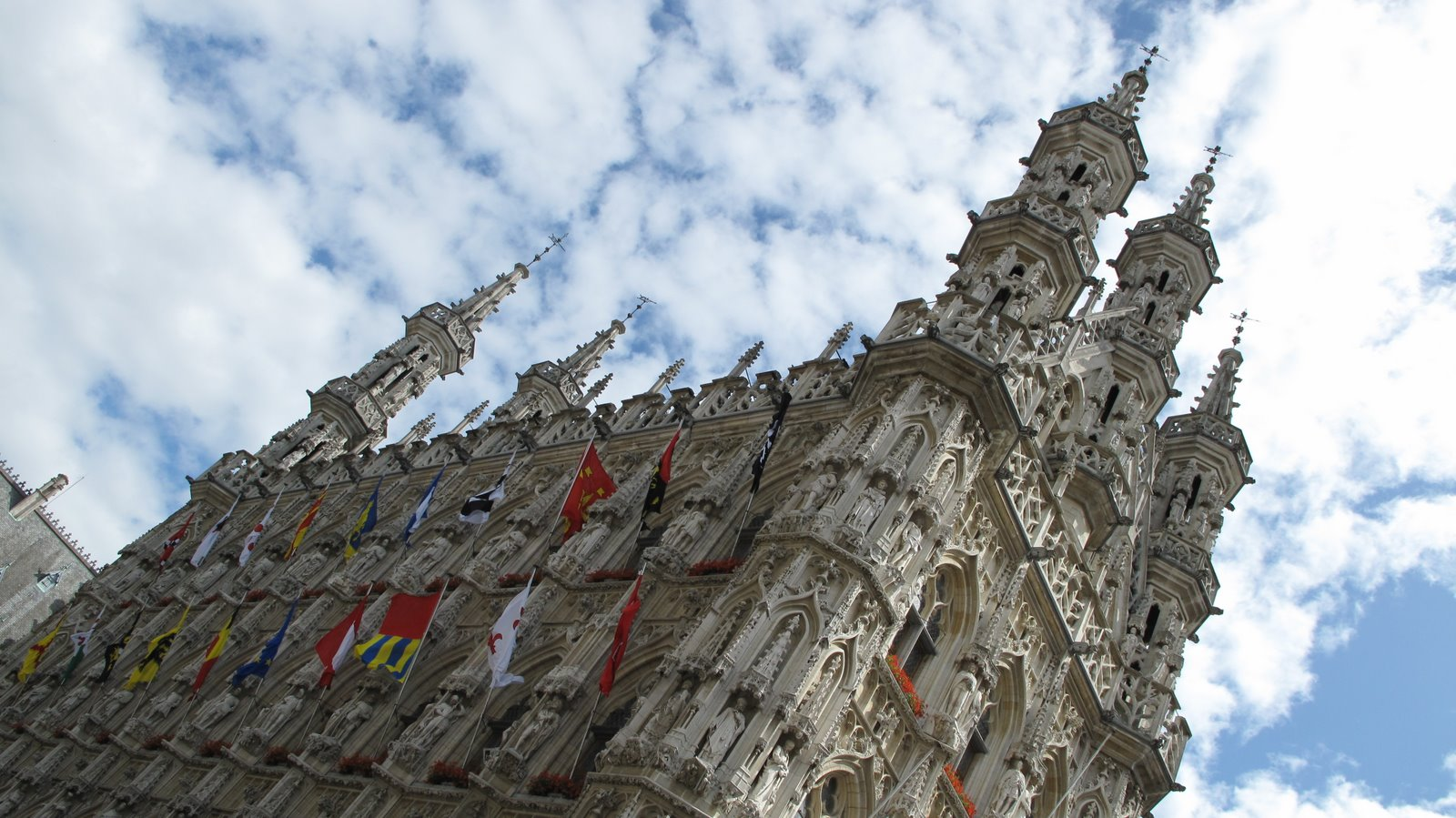
Stadhuis van Leuven

Van Diependaele leerde het beroep van glazenmaker in het Leuvens atelier van Rombout Keldermans. Van zijn opleiding bestaat een datering van 1466. Hij huwde met de dochter van zijn baas, Catherine Keldermans. Hij werkte voor bepaalde opdrachten samen met zijn schoonbroer, Nicolas Rombouts, of later met zijn zoon, Jan van Diependaele.
In de jaren 1467-1468 plaatste van Diependaele zes glasramen in het stadhuis van Leuven, in opdracht van Karel de Stoute van Bourgondië, hertog van Brabant; keizer Maximiliaan van Oostenrijk beval hem later zijn wapenschild toe te voegen aan een glasraam van het stadhuis van Leuven. Van Diependaele schilderde de glasramen voor de kerk van de Chartreuse van Leuven. Buiten Leuven is er gezamenlijk werk bekend van hem en Nicolas Rombouts in de Onze-Lieve-Vrouwekathedraal van Antwerpen. Nicolas van Diependaele verwierf een fortuin met de glasramen. Hij bezat 3 huizen in Leuven - een zeldzaamheid voor een glasschilder -, 2 huizen in de Diestsestraat en 1 in de Ravenstraat.